# Erwin van de Looi
Erwin van de Looi (* 25. Februar 1972 in Huissen) ist ein ehemaliger niederländischer Fußballspieler und -trainer.

## Spielerkarriere
Mit dem Fußballspielen begann van de Looi in seiner Heimatstadt beim RKHVV Huissen und wechselte später in die Jugend von Vitesse Arnheim. Nach einer Spielzeit beim niederländischen Zweitligisten BVV Den Bosch kehrte er zu Vitesse Arnheim zurück und absolvierte über 100 Spiele im Trikot von Vitesse. Im Jahr 1997 folgte dann der Wechsel zum Ligakonkurrenten NAC Breda. In der Winterpause der Saison 1999/2000 ging van de Looi nach Deutschland zu den Stuttgarter Kickers. Allerdings kehrte er bereits zu Saisonende in die Niederlande zurück und beendete seine aktive Laufbahn nach einer Verletzung beim FC Groningen.

## Trainerlaufbahn
Von 2005 bis 2016 war van der Looi beim FC Groningen Trainer der U-19, Cheftrainer der zweiten Mannschaft, Co-Trainer der Profimannschaft sowie hauptverantwortlicher Trainer der Profis. Zur Saison 2016/17 übernahm er das Amt des Cheftrainers bei Willem II Tilburg. In seiner ersten Saison mit dem Verein schaffte er den Klassenerhalt; am 8. März 2018 trat van der Looi nach dem Druck durch die eigenen Anhänger des Vereins von seinem Posten zurück.
Im August 2018 wurde er vom niederländischen Fußballverband zum neuen Trainer der niederländischen U-21-Nationalmannschaft ernannt.
Ende 2023 wurde er Cheftrainer des niederländischen Erstligisten Heracles Almelo und erhielt dort einen Vertrag bis Sommer 2025. Im März 2025 wurde bekannt, dass van de Looi beabsichtigte, die Zusammenarbeit mit Auslaufen seines Vertrags zu beenden.
Im August 2025 übernahm van de Looi den Cheftrainerposten beim slowenischen Meister NK Olimpija Ljubljana.